# Francisco Cembranelli
Francisco José Taddei Cembranelli (São José do Rio Preto, 1961) é um promotor público brasileiro.
É graduado em direito pela Faculdades Metropolitanas Unidas.

## Biografia
Seguindo os passos do pai, Sylvio Cembranelli, que também foi promotor, Francisco Cembranelli, formado em direito pelas FMU, ingressou no Ministério Público em 1988. Nestas duas décadas, ele construiu uma carreira sólida, sendo apontado como um dos um promotores mais obstinados. Até o caso Isabella, havia participado de 1.077 julgamentos e venceu mais de mil deles (venceu 98% dos júris que fez).
Cembranelli é casado com uma defensora pública, Daniela Cembranelli, e pai de dois filhos. Fora dos tribunais e da família, a sua grande paixão é o futebol. Torcedor do Santos, ele atualmente é conselheiro do clube. O promotor casou-se com a defensora pública Daniela Sollberger em 21 de setembro de 1996.
Após ganhar notoriedade, Cembranelli vem despertando a simpatia de muitos, especialmente do público feminino, que declara sua admiração na internet. Até o problema no olho esquerdo, sequela de um acidente quando caiu num tanque de cal aos dois anos, é considerado charmoso pelas fãs.

## Principais trabalhos
Entre os casos mais importantes em que atuou está o júri dos policiais acusados de matar o dentista Flávio Sant'anna, confundido com um assaltante, em 2004. Os dois PMs foram condenados a 17 anos de prisão.
Tornou-se conhecido depois do julgamento do Caso Isabella Nardoni, cuja decisão de primeira instância foi proferida na madrugada de 27 de março de 2010 , encerrando assim depois de dois anos esse caso que estava em aberto e que culminou na condenação do casal Nardoni. 
Mais recentemente atuou no Júri de Marcos Roberto Bispo dos Santos, primeiro réu a ser condenado pelo envolvimento no homicídio, em 2002, do então prefeito de Santo André, Celso Daniel, caso conhecido como Caso Celso Daniel.